# Ted Berman
Ted Berman (East Los Angeles, 17 dicembre 1919 – Los Angeles, 15 luglio 2001) è stato un regista, animatore e sceneggiatore statunitense, famoso per il suo lavoro presso la Disney, inclusi film di animazione come Bambi, Fantasia e Taron e la pentola magica.

## Biografia
Ted Berman è nato a East Los Angeles, o East L.A., un'area non incorporata della contea di Los Angeles, in California nel 1919 e, guidato dal desiderio di diventare un artista che nutriva sin da bambino, si è poi iscritto al Chouinard Art Institute.

## Carriera
Berman è entrato nella Disney negli anni quaranta iniziando dapprima come animatore per poi dedicarsi alla sceneggiatura ed alla regia negli ultimi anni della sua cinquantennale carriera. Abile pittore, Berman ha lavorato anche in diversi spettacoli teatrali di successo della Walt Disney Company come la serie The Wonderful World of Color e il programma Il club di Topolino.

Negli anni ottanta, il suo ultimo periodo alla Disney, ha lavorato come co-regista in lungometraggi animati come Red e Toby nemiciamici e Taron e la pentola magica.

## Filmografia (parziale)

### Sceneggiatura
- Pomi d'ottone e manici di scopa (1971)
- Le avventure di Bianca e Bernie (1977)
- Le avventure di Winnie the Pooh (1977)
- Red e Toby nemiciamici (1981)
- Taron e la pentola magica (1985)

### Regia
- Red e Toby nemiciamici (1981)
- Taron e la pentola magica (1985)

### Animazione
- Fantasia (1940)
- Bambi (1942)
- Le avventure di Peter Pan (1953)
- Alice nel Paese delle Meraviglie (1951)
- Lilli e il vagabondo (1955)
- La bella addormentata nel bosco (1959)
- La carica dei cento e uno (1961)
- Lo sporcaccione (1961)
- Mary Poppins (1964)

## Morte
Ted Berman è morto per cause naturali nel 2001, all'età di 81 anni, nella sua casa di Los Angeles lasciando moglie e figli.